# Scorpio Sky
 (juillet 2021).
Schuyler Andrews (né le 2 avril 1983 à Los Angeles (Californie)) est un catcheur (lutteur professionnel) américain. Il travaille actuellement à la All Elite Wrestling, sous le nom de Scorpio Sky.

## Carrière

### Pro Wrestling Guerrilla (2003–2012)
Lors de The Perils Of Rock N' Roll Decadence, ils perdent contre The Young Bucks et ne remportent pas les PWG World Tag Team Championship.

### Total Nonstop Action Wrestling (2012–2013)
Lors de Destination X (2012), il bat Rubix, Dakota Darsow et Lars Only dans un Fatal Four Way match pour déterminer le dernier qualifié pour le Tournoi de la X Division et il bat ensuite Kid Kash immédiatement après en Demi finale et se qualifie pour la finale du TNA X Division Tournament. Plus tard dans la soirée, il perd contre Zema Ion dans un Ultimate X match qui comprenaient également Kenny King et Sonjay Dutt et ne remporte pas le TNA X Division Championship.

### Ring Of Honor (2017-2019)
Le 2 novembre, il répond au ROH World Championship de Cody et perd contre ce dernier en 4:38 minutes par soumission et ne remporte donc pas le titre. Le 17 novembre à San Antonio, lui, The Addiction (Christopher Daniels et Frankie Kazarian) et Flip Gordon perdent contre Bullet Club (Cody, Kenny Omega, Stephen Amell et The Young Bucks). Lors de Final Battle 2017, ils s'associent avec The Addiction en attaquant le Bullet Club (Adam Page, Matt et Nick Jackson) et montrent leur intention de leur prendre les ROH World Six-Man Tag Team Championship. Le 27 janvier 2018, lui, Christopher Daniels et Frankie Kazarian battent Bullet Club (Adam Page, Cody et Marty Scurll). Lors de Honor Reigns Supreme 2018, ils battent Dalton Castle et The Boys. Lors de ROH 16th Anniversary Show, ils battent The Hung Bucks (Adam Page, Matt et Nick Jackson) dans un Las Vegas Street Fight Match et remportent les ROH World Six-Man Tag Team Championship. Lors de ROH/NJPW War Of The Worlds 2018 - Tag 1, ils perdent les titres contre The Kingdom (Matt Taven, TK O'Ryan et Vinny Marseglia).

#### ROH World Tag Team Champions avec Kazarian (2018)
Lors de la deuxième nuit de Glory By Honor XVI, lui & Kazarian remportent les ROH World Tag Team Championship au cours d'un Three Way Tag Team Match en battant The Young Bucks et The Briscoe Brothers. Lors de Global Wars 2018 - Tag 4, ils conservent les titres contre Evil Uno & Stu Grayson. Lors de Final Battle 2018, ils perdent les titres contre The Briscoe Brothers au cours d'un Triple Threat Tag Team Ladder Match impliquant aussi les Young Bucks.

### All Elite Wrestling (2019-...)

#### SCU (2019-2020)
Le 3 janvier 2019, Christopher Daniels, Frankie Kazarian et lui signent officiellement avec la All Elite Wrestling.
Le 25 mai lors du premier show inaugural de la fédération : Double or Nothing, ils battent Strong Hearts (CIMA, El Lindaman et T-Hawk) dans un 6-Man Tag Team Match. Le 29 juin à Fyter Fest, ils perdent un Triple Threat Tag Team Match face aux Best Friends, qui inclut également Private Party, ne leur permettant pas d'entrer plus tard dans le tournoi déterminant les premiers champions du monde par équipe de la AEW.
Le 19 octobre, à la suite de la blessure de Christopher Daniels, il le remplace aux côtés de Frankie Kazarian dans l'équipe. Le 30 octobre à Dynamite, ils deviennent les premiers champions du monde par équipe de la AEW en battant les Lucha Brothers en finale du tournoi. Le 9 novembre à Full Gear, ils conservent leurs titres en battant les Lucha Brothers et Private Party dans un 3-Way Tag Team Match.
Le 21 janvier 2020 à Dynamite, ils perdent face à "Hangman" Adam Page et Kenny Omega, ne conservant pas leurs titres. Le 29 février lors du pré-show à Revolution, ils perdent face à Evil Uno et Stu Grayson.
Le 23 mai à Double or Nothing, il ne remporte pas le Casino Ladder Match, gagné par Brian Cage.
Le 5 septembre à All Out, The Natural Nightmares (Dustin Rhodes et QT Marshall), Matt Cardona et lui battent le Dark Order (Brodie Lee, Colt Cabana, Evil Uno et Stu Grayson) dans un 8-Man Tag Team Match.

#### Alliance avec Ethan Page et double champion TNT de la AEW (2021-2022)
Le 7 mars 2021 à Revolution, il remporte la Face of the Revolution Ladder Match en décrochant l'anneau, battant ainsi Cody Rhodes, Ethan Page, Lance Archer, Max Caster et Penta El Zero Miedo, puis devient également aspirant n°1 au titre TNT de la AEW. Le 10 mars à Dynamite, il ne remporte pas le titre TNT de la AEW, battu par Darby Allin. Après le combat, il effectue un Heel Turn en attaquant son adversaire. Le 31 mars à Dynamite, Ethan Page s'allie à lui, dans une promo que les deux hommes effectuent ensemble et se font appeler Men of the Year.
Le 30 mai à Double or Nothing, Ethan Page et lui perdent face à Darby Allin et Sting.
Le 13 novembre à Full Gear, American Top Team (Dan Lambert, Junior Dos Santos et Andrei Arlovski) et eux perdent face à l'Inner Circle dans un 10-Man Minneapolis Street Fight Tag Team Match.
Le 9 mars 2022 à Dynamite, il devient le nouveau champion TNT de la AEW en battant Sammy Guevara, remportant le titre pour la première fois de sa carrière et son premier titre personnel.
Le 16 avril à Battle of the Belts, il perd face à ce même adversaire de manière controversée, ne conservant pas son titre et mettant fin à un règne de 37 jours. Le 27 avril à Dynamite, il redevient champion TNT de la AEW en rebattant Sammy Guevara dans un Ladder match, remportant le titre pour la seconde fois. Le 29 mai à Double or Nothing, Paige VanZant, Ethan Page et lui battent Tay Conti, Sammy Guevara et Frankie Kazarian dans un 6-Person Mixed Tag Team Match.
Le 6 juillet à Dynamite, il perd face à Wardlow dans un Street Fight match, ne conservant pas son titre et mettant fin à un règne de 70 jours.

#### Retour en solo (2023-...)
Le 8 juillet 2023 à Collision, il effectue son retour après un an d'absence, en tant que Face, et bat Action Andretti.

## Palmarès
- Adenaline Unleashed
  - 1 fois Adenaline Unleashed Championship

- All Elite Wrestling
  - 1 fois champion du monde par équipe de la AEW - avec Frankie Kazarian (premier détenteur)
  - 2 fois champion TNT de la AEW

- All Pro Wrestling (Los Angeles)
  - 1 fois APW-LA Lightweight Championship

- Alternative Wrestling Show
  - 2 fois AWS Heavyweight Championship
  - 2 fois AWS Light Heavyweight Championship
  - 2 fois AWS Tag Team Championship avec Quicksilver

- Enterprise Wrestling Association
  - 1 fois EWA Heavyweight Championship (actuel)

- Empire Wrestling Federation
  - 1 fois EWF Heavyweight Championship[35]
  - EWF Wrestler of the Year (2009)

- Pro Wrestling Guerrilla
  - 1 fois PWG World Tag Team Championship avec Quicksilver[36]

- Ring of Honor
  - 1 fois ROH World Six-Man Tag Team Championship avec Christopher Daniels et Frankie Kazarian
  - 1 fois ROH World Tag Team Championship avec Frankie Kazarian

- WrestleCircus
  - 1 fois WC Ringmaster Championship
  - 1 fois WC Sideshow Championship

## Récompenses des magazines
- Pro Wrestling Illustrated

| Année | 2006 | 2007 | 2008 à 2009 | 2010 | 2011       | 2012 | 2013 | 2014 | 2015 | 2016 | 2017 | 2018 | 2019 | 2020 | 2021 | 2022 |
| ----- | ---- | ---- | ----------- | ---- | ---------- | ---- | ---- | ---- | ---- | ---- | ---- | ---- | ---- | ---- | ---- | ---- |
| Rang  | 364  | 411  | Non classé  | 316  | Non classé | 410  | 271  | 216  | 257  | 423  | 458  | 116  | 116  | 97   | 113  | 38   |